# Castra Aelia
Castra Aelia fue, según relata Tito Livio en su libro XCI, un oppidum donde Sertorio instaló sus cuarteles de invierno tras el asedio exitoso sobre la ciudad celtíbera de Contrebia. Aunque no existe consenso aún sobre su localización exacta, las indicaciones que dan las fuentes romanas atestiguan que estaba ubicada en el valle medio de río Ebro, en su margen izquierda.
Tradicionales han sido las hipótesis de localización para Castra Aelia en lugares próximos en la desembocadura del río Jalón en el Ebro, que parte de la aceptación de que la ciudad de Contrebia (en puridad sus habitantes, los contrebienses) que aparece en el relato de Tito Livio se refiere a Contrebia Belaisca (actual Botorrita). A esas teorías ha venido a sumarse recientemente la nueva posibilidad de que Castra Aelia estuviera ubicada en un paraje del municipio navarro de Fitero junto al río Alhama, identificando la Contrebia que cita Tito Livio no como la ciudad de Contrebia Belaisca, sino con la Contrebia Leucade (actual Aguilar del Río Alhama, en la Rioja Baja).

## Tito Livio
La reseña historiográfica más clara sobre Castra Aelia corresponde a Tito Livio (59 a. C. - 17) quien en un breve fragmento del libro XCI de su obra Historia de Roma, que versa sobre la campaña de los años 77 a. C.-76 a. C. de la guerra sertoriana, relata lo siguiente: «Sin embargo, durante la noche siguiente, cuando estaba él (Sertorio) de guardia, fue levantada otra torre en el mismo lugar y, al amanecer, su presencia dejó sorprendidos a los enemigos. Al mismo tiempo, también la torre de la ciudad, que había constituido su mejor baluarte defensivo, comenzó a cuartear en grietas enormes después de ser minada su base, y a continuación... por el fuego, y los contrebienses, aterrados por
el miedo al incendio a la vez que al derrumbe, se retiraron del muro huyendo despavoridos, y la población en masa pidió a gritos que se enviaran parlamentarios para entregar la ciudad.
El mismo coraje que lo había encolerizado como atacante lo hizo más aplacable como vencedor. Aparte de tomar rehenes exigió una módica cantidad de dinero y requisó todas las armas. Ordenó que le fueran entregados vivos los desestores de condición libre, y mandó que los propios habitantes de la plaza dieran muerte a los esclavos fugitivos, cuyo número era mayor. Los arrojaron desde lo alto de la muralla después de cortarles el cuello.
Tras haber tomado Contrebia en cuarenta y cuatro días con pérdida de gran número de hombres, dejó allí a Lucio Insteyo... y él condujo las tropas de vuelta hacia el río Ebro. Allí, después de construir los cuarteles de invierno cerca de una ciudad llamada Castra Aelia, se mantenía en el campamento».

## Localización
La localización de Castra Aelia ha suscitado gran interés y polémica científica, debido al campamento romano asociado a este oppidum, establecido en dicho lugar durante el invierno del 77-76 a. C., como un episodio más de las Guerras Sertorianas. Los restos descubiertos por J.A. Pérez Casas en el yacimiento de Valdeviñas-El Castellar (Torres de Berrellén), llevaron a este investigador, junto a F. Pina, a proponer la localización de Castra Aelia en dicho lugar. Para ello se basaron en el libro 91 de Livio y en los propios restos arqueológicos estudiados en el yacimiento: cerámicas indígenas, ánforas y cerámica campaniense, situadas cronológicamente en el primer tercio del s. I a. C. Su tesis se apoya también en la excepcional situación geoestratégica del yacimiento, frente a la desembocadura del río Jalón en el Ebro y la proximidad a ese lugar de Botorrita (la antigua Contrebia Belaisca).
Por otro lado, las excavaciones que en los últimos años están efectuando A. Ferreruela y J.A. Minguez en La Cabañeta de El Burgo de Ebro, les han permitido plantear una nueva alternativa sobre la ubicación de Castra Aelia, que dichos investigadores localizan en este yacimiento., sin poder asegurarse tal identificación por la posibilidad cierta de que en esos años pudieran existir más campamentos romanos en el valle medio del Ebro.
A las anteriores hipótesis se vino a sumar recientemente una novedosa propuesta, que sitúa a Castra Aelia en los restos de lo que parece ser un campamento romano situado en un paraje entre Fitero y Cintruénigo (Ribera Navarra), próximo a su vez a las ruinas del poblado celtíbero de Peñahitero.
Tal posibilidad, que parte de la base de que la Contrebia que aparece en el texto de Tito Livio es la ciudad celtibérica de Contrebia Leúcade y no Contrebia Belaisca, ha venido ganando fuerza en los últimos años tras el descubrimiento en ese emplazamiento de Fitero de varios proyectiles para honda (glandes) con inscripciones propagandísticas que llevan el nombre de Quinto Sertorio, lo que confirma la presencia del ejército sertoriano en ese emplazamiento y lo que sumado al hecho de que Fitero se encuentra aguas abajo de Aguilar de Río Alhama (Contrebia Leúcade) rumbo a la desembocadura de este río en el Ebro y enfrente del poblado de Peñahitero, vendría también a confirmar algunas de las indicaciones geográficas que el relato de Tito Livio proporciona sobre la situación exacta de Castra Aelia.